# كراميل
الكراميل أو الكَرَميل أو الكَرَميلَّة (بالإنجليزية: Caramel)‏ هو مُنتج حلوى تُصنع بتسخين أي نوع من السكر حتى يُصبح أشقر اللون، ويتراوح لونه بين اللون اللأصفر والبني. له أستخدامات كثيرة ومُتعددة مثل تزيين الكعكات والبودنغ والكاسترد والمُثلجات ومُختلف أنواع الحلويات ويُحشى في السكاكر والشوكولاتة.
تُجرى عملية «الكَرمَلة» بتسخين السكر ببطء إلى حرارة تصل إلى ما يقارب 170° مئوية (340° فهرنهايت). وعندما يبدأ السكر بالذوبان تتحطم جزيئاته وتُعيد تكونها مما يُنتج مركبا بلون ونكهة مميزين. من أنواع السكاكر والحلويات التي تُصنع بالكراميل: التفاح بالكراميل والجوز مع الكراميل والكسترد مع الكراميل (مثل الكريم كراميل) والفشار بالكراميل.

## أصل التسمية
كراميل هو واحد من أقدم الحلويات. وينتج عن طبخ السكر ويعود أصله إلى القرن السابع عندما اكتشف العرب قصب السكر في بلاد فارس. قاموا بتسخينه ثم الحصول على السائل البني الغامق الذي أطلقوا عليه اسم «خربة الملح» (Kurat Milh)، والتي جاءت منها كلمة «الكراميل».[بحاجة لمصدر]

## الكيمياء
الكَرمَلة هي عملية إزالة الماء من السكر، وهذا ينشئ عن تزامر وكوثرة السكر مما يحوله إلى مركب عالي الوزن. وهذا مثل الذي يحصل في بعض المركبات مثل سكر الفاكهة والذي ربما يتكون من سكر أحادي بعد خسارته للماء. عملية التشظي في المركب تؤدي إلى تقليل وزن جزيئاته والذي يُمكن أن يعطيه نكهة قوية. أما عملية الكوثرة فهي تؤدي إلى زيادة وزن جزيئات المركب والذي يُمكن أن يُساهم في إعطائه لونه الأشقر.

## سكاكر الكراميل
هي سكاكر مضغ كثيفة ومُنكهة بالكراميل، تصنع بغلي بعض الحليب والسكر والزبدة والفانيليا والماء وسكر العنب (الجلوكوز) أو شراب الذرة. ويُمكن أيضا أن تصنع مع شوكولاتة. وهي لا تُسخن إلى أكثر من حد معين هو 120ْ مئوية (250ْ فهرنهايت)، وبالتالي فتقريبا لا توجد عملية كَرمَلة في صنع هذه السكاكر. وهذا نوع من السكاكر كثير ما يسمى «سكاكر حليب الكراميل».

## لون الكراميل
لون الكراميل (E150) هو سائل أسود مر الطعم، وهو سكريات تخضع لعملية «الكَرمَلة» حتى تتحول إلى سائل مكثف (مركز) جدا، تتم تعبئته لاستخدامات تجارية وصناعية. وهو يستخدم في تلوين المشروبات مثل الكولا وفي تلوين الأطعمة أيضا.

## معرض صور

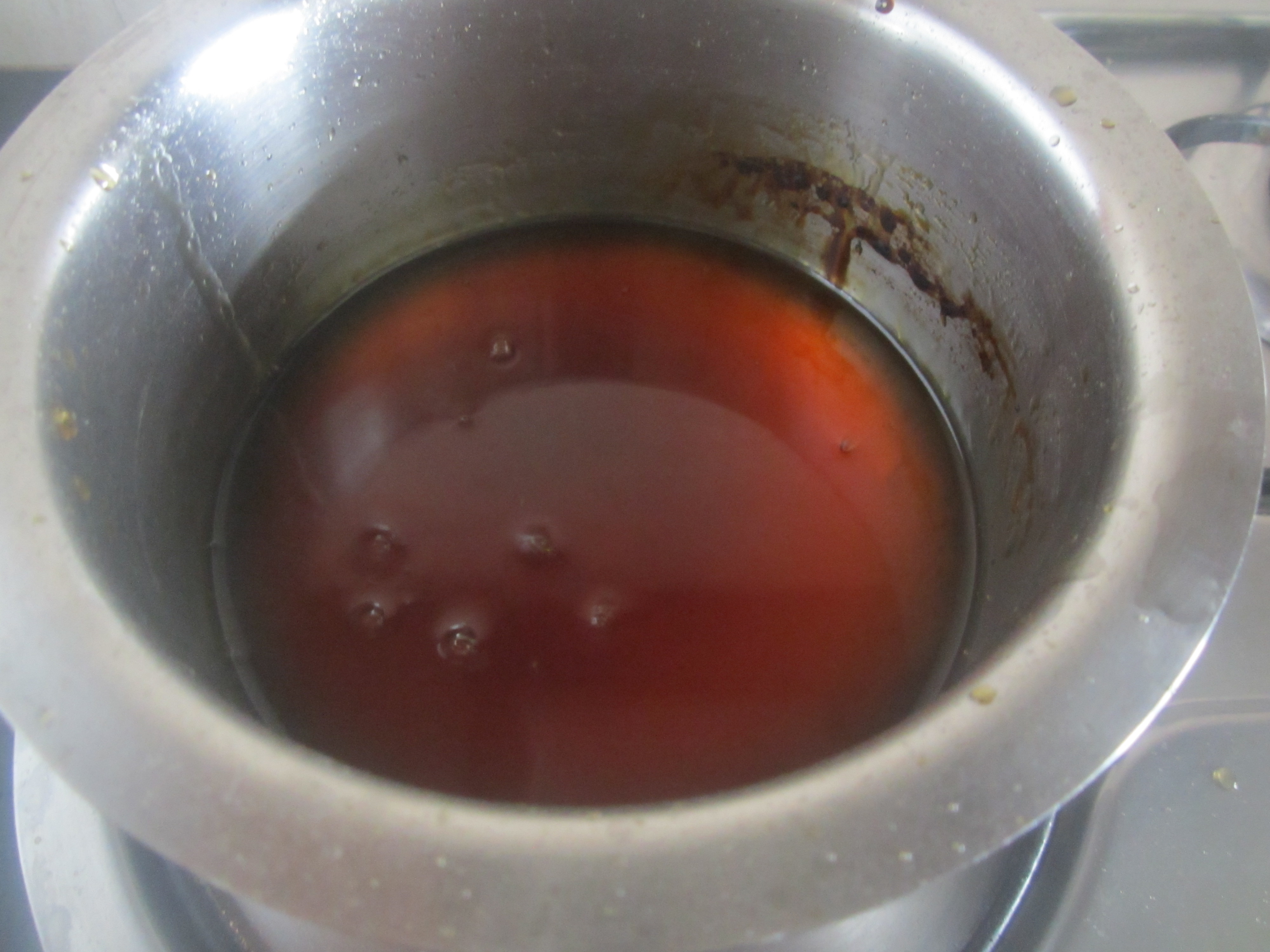
(1) عند إذابة السكر الأبيض العادي بالحرارة سيتحول إلى اللون الأحمر القرمزي. الغمق يعتمد على فترة التسخين.
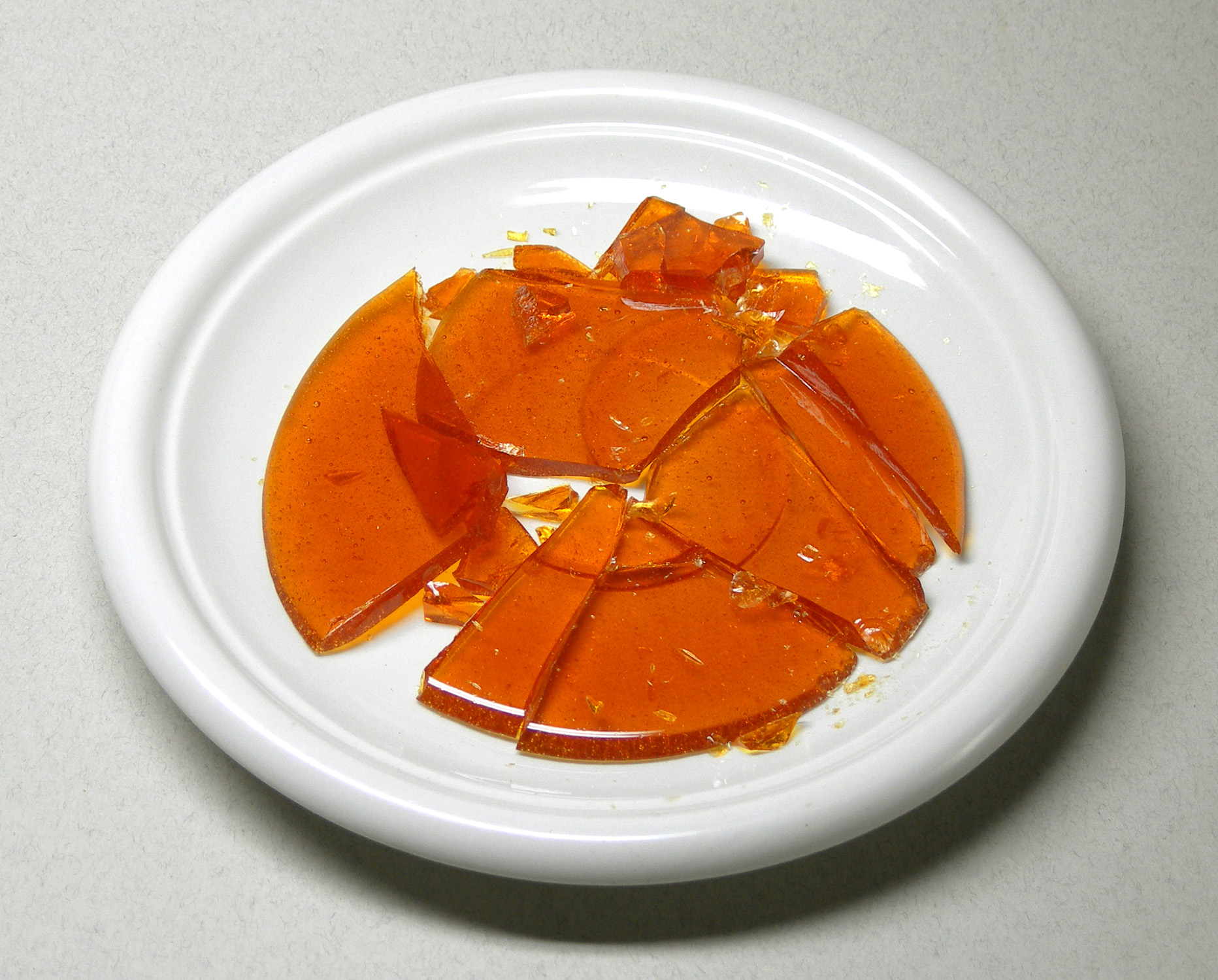
(2) سيتصلب ويقسوا بُمجرد ان يبرد، ويُمكن تكسيره. ولونه هو الأحمر الفاتح، ويُطلق عليه "الكراميل".
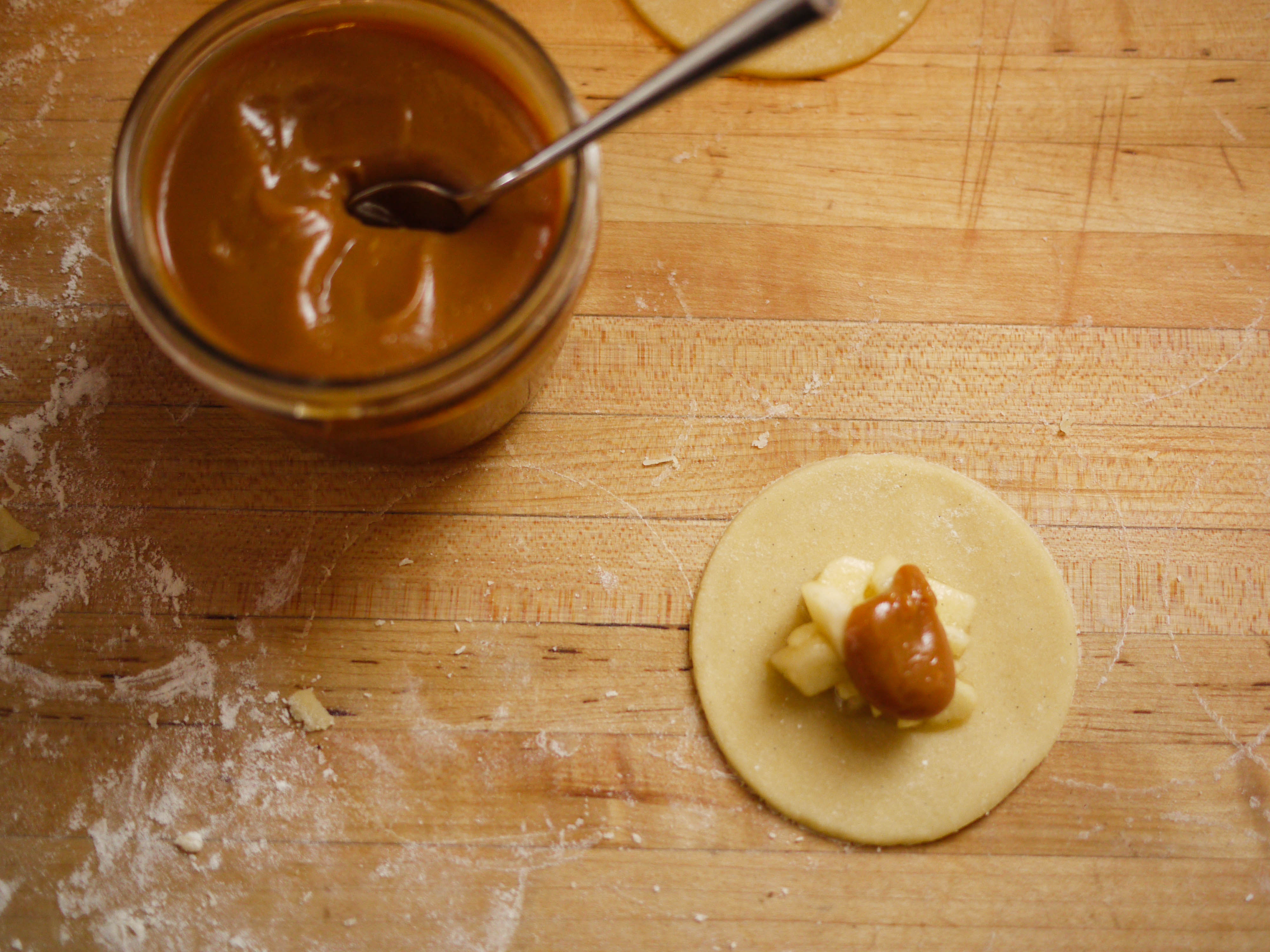
صلصة الكراميل: هي عند إذابة السكر بالحرارة وإضافة الحليب أو الزبدة سيصبح سائلاً باللون البُني. ويُستعمل مثلاً في حشوات الفطائر.
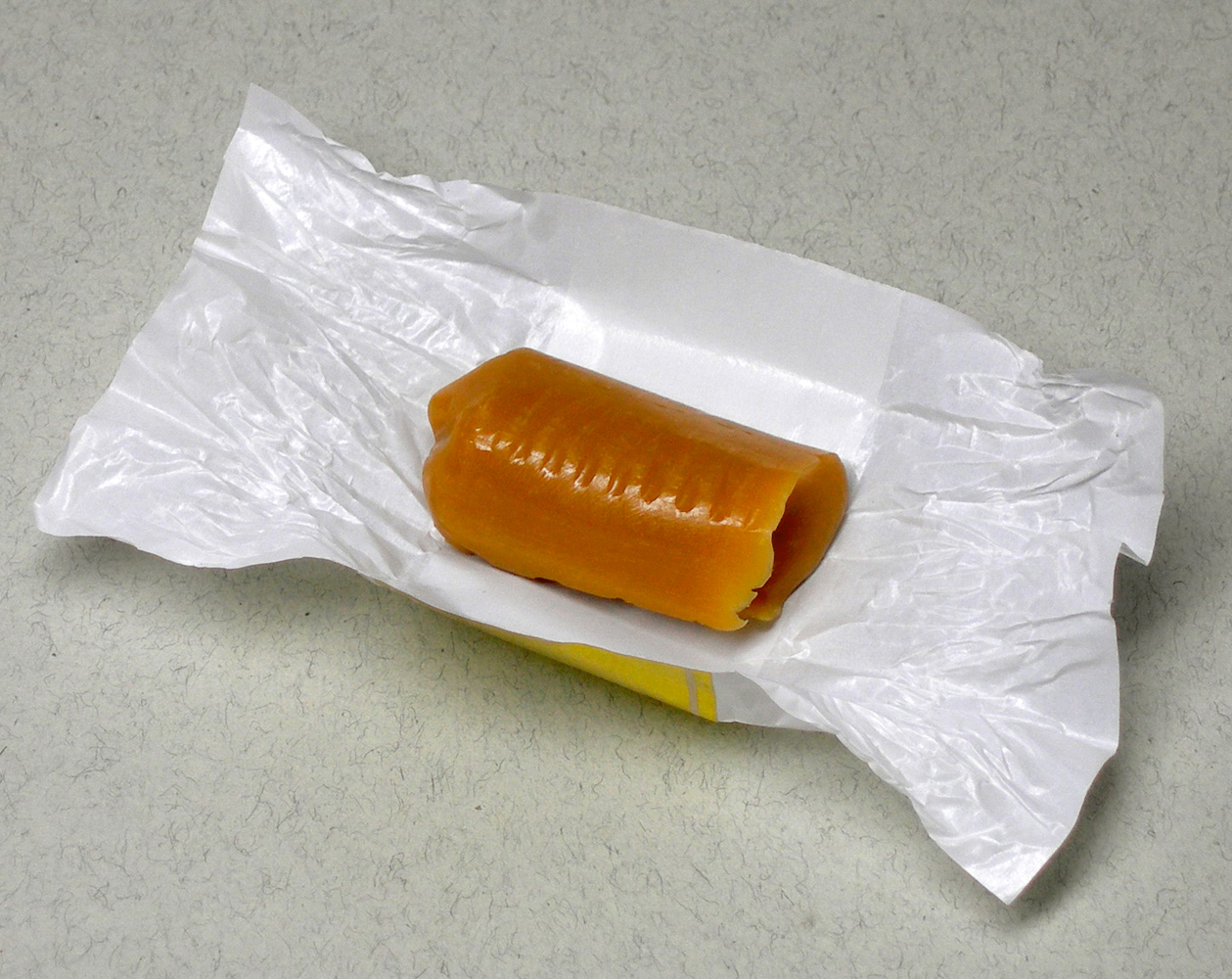
حلوى كراميل أشبه بقوام العجين. تُسمى أيضًا بالفدج أو التوفي بحسب نوع المكونات.
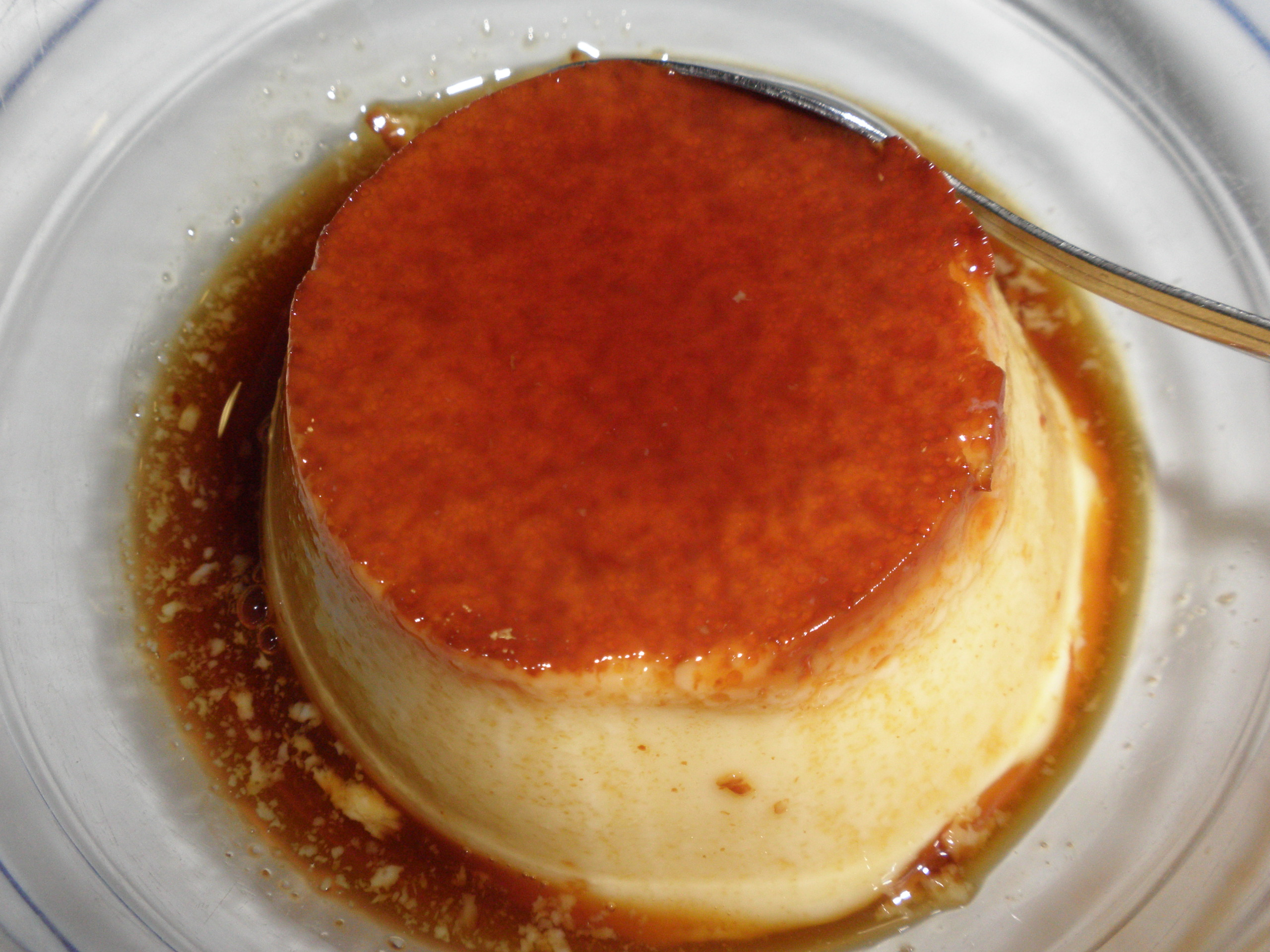
حلوى كريم الكراميل المعروفة بـ فلان الكراميل.
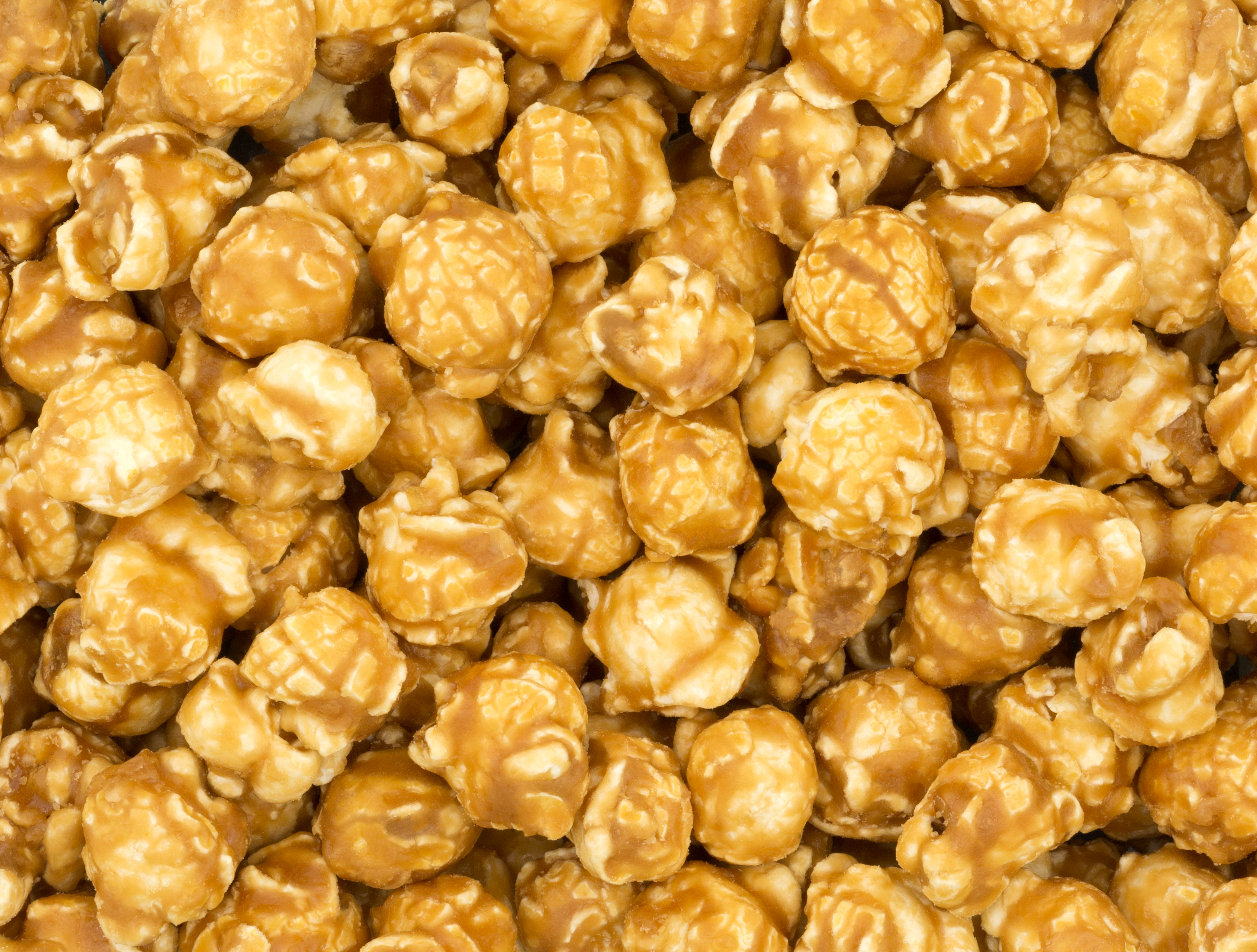
ذرة الكراميل [الإنجليزية] وتُسمى أيضًا "فشار الكراميل".
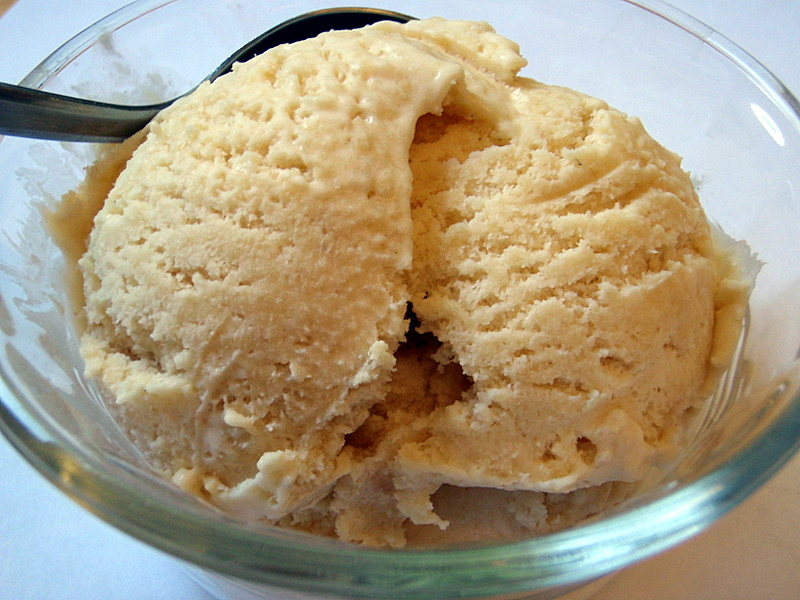
مُثلجات بالكراميل.
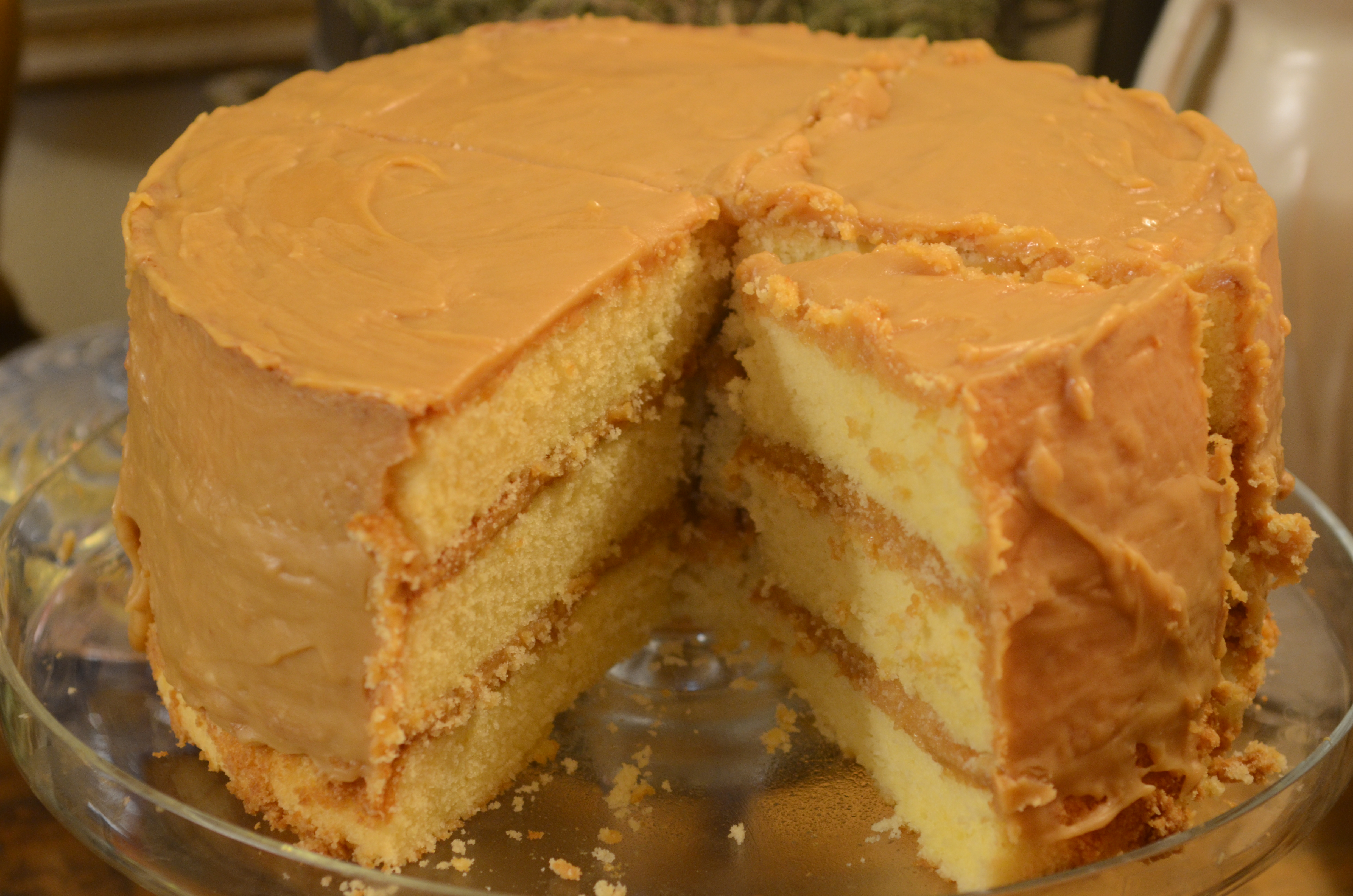
كعكة محشوة ومُغطاة بصلصة الكراميل.
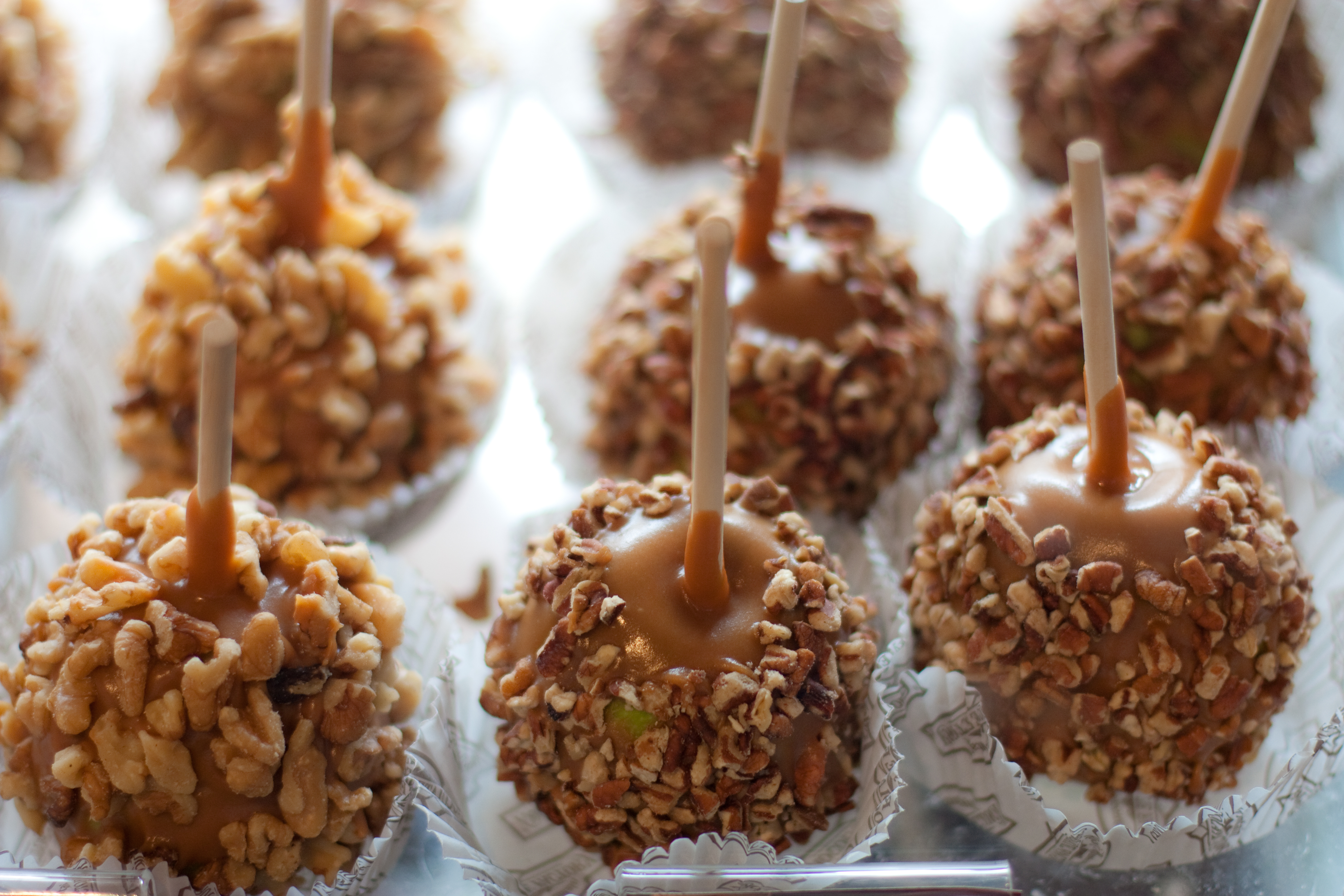
حلوى تفاح الكراميل [الإنجليزية]. هو تفاح صغير حامض أو حلو مُغطى بالكراميل ومتبل بالمكسرات.
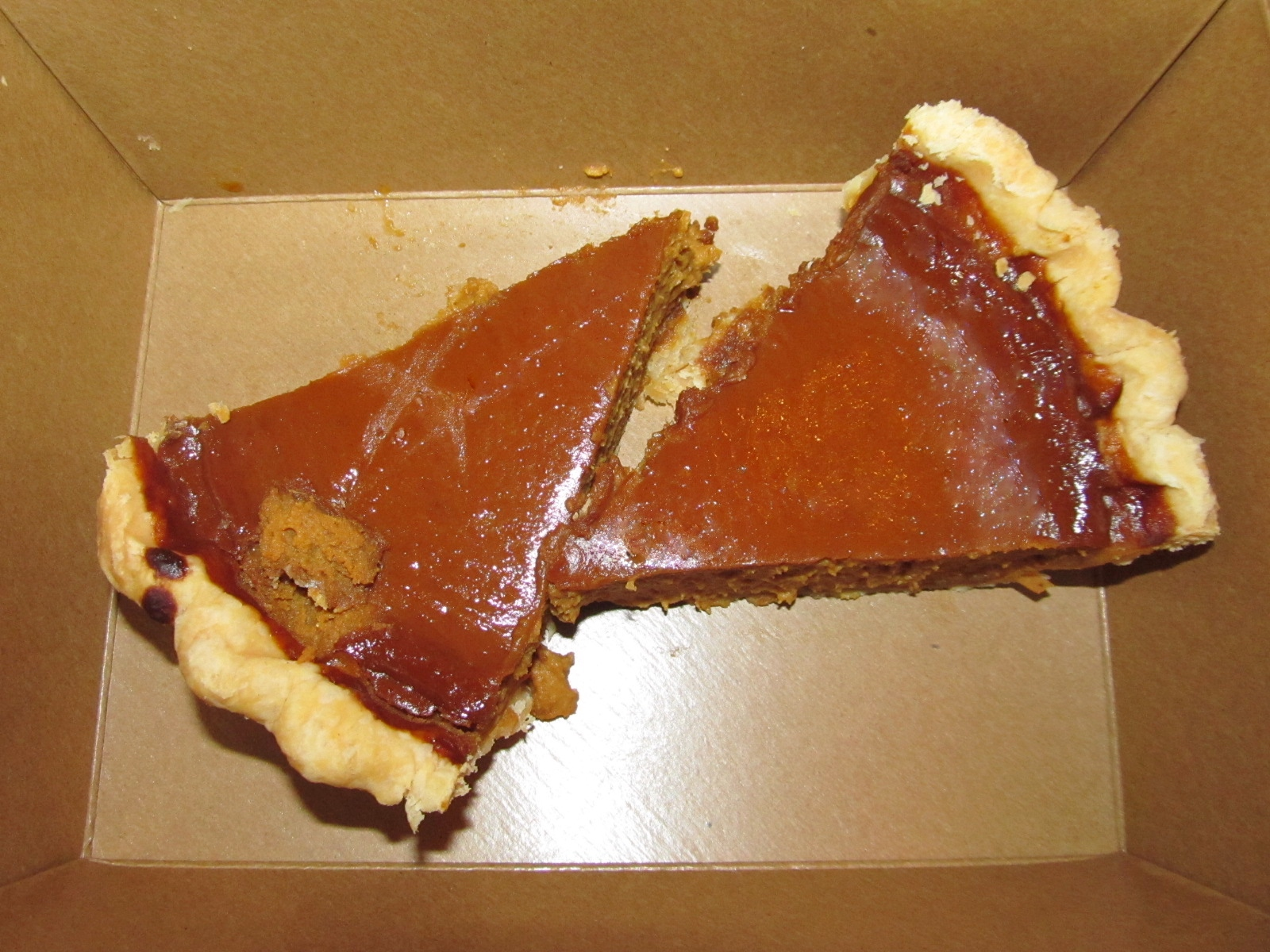
فطيرة اليقطين بالكراميل
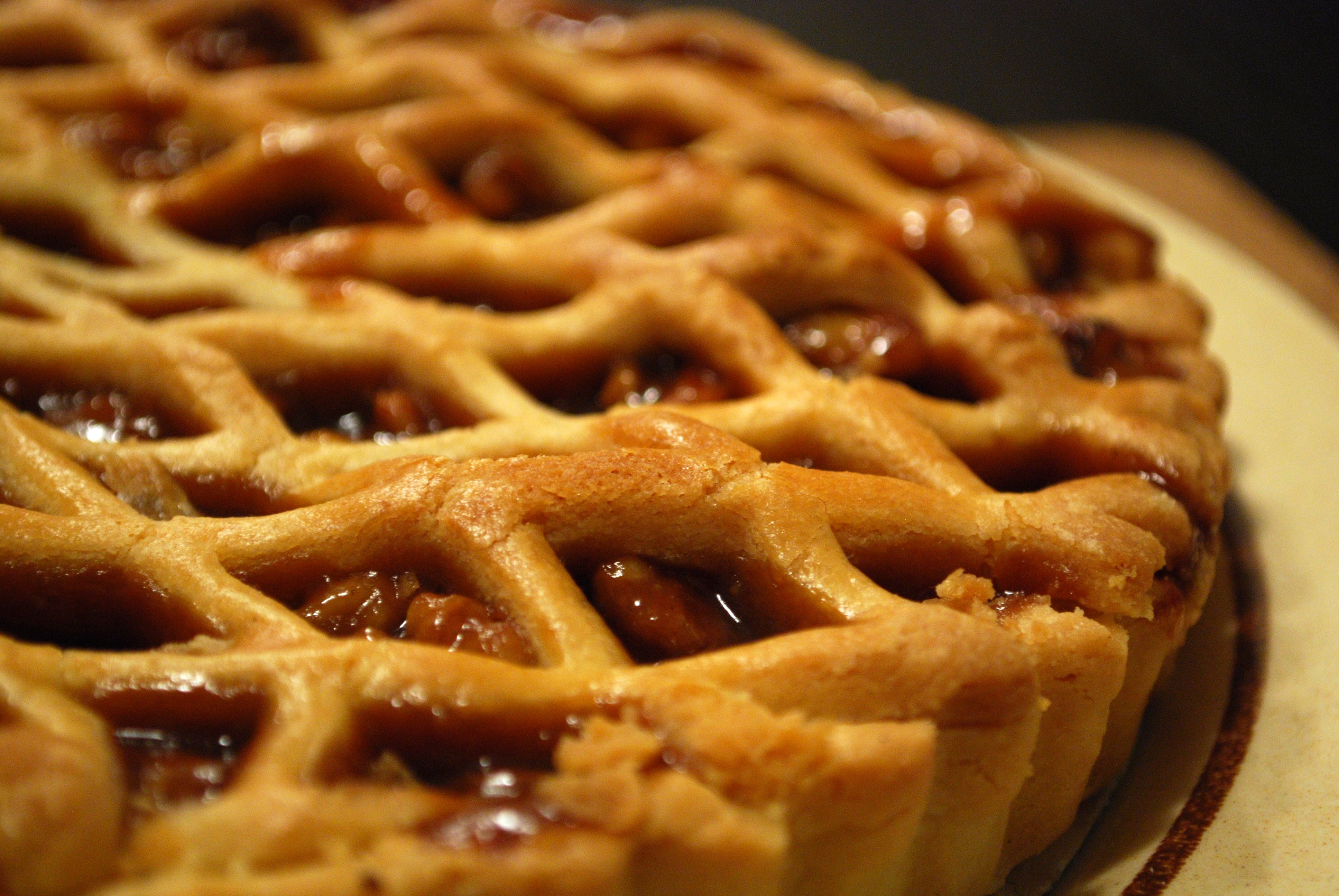
فطيرة الجوز بحشوة الكراميل.
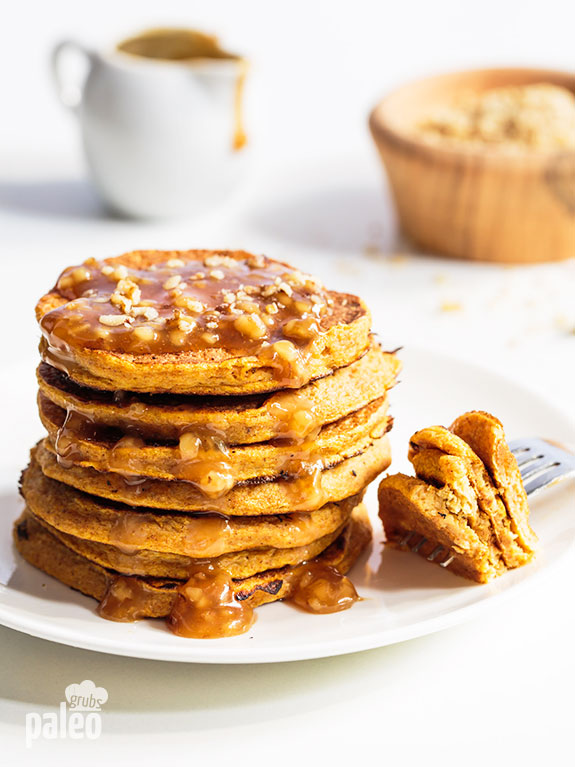
بان كيك بصلصة الكراميل

## المعلومات الغذائية
تحتوي كل ملعقتين كبيرتين من الكراميل (41غ) بحسب وزارة الزراعة الأميركية على المعلومات الغذائية التالية:
- السعرات الحرارية: 103
- الدهون: 0
- الدهون المشبعة: 0
- الكاربوهيدرات: 27.02
- الألياف: 0.4
- البروتينات: 0.61
- الكولسترول: 0

المعلومات الغذائية عن الكراميل